# Parafia św. Kazimierza w Jerce
Parafia św. Kazimierza w Jerce – parafia rzymskokatolicka, znajdująca się w archidiecezji poznańskiej, w dekanacie krzywińskim.